# Mini (kétéltűnem)
A Mini a kétéltűek (Amphibia) osztályába, valamint a békák (Anura) rendjébe és a szűkszájúbéka-félék (Microhylidae) családjába tartozó nem. A nembe tartozó három fajt csak 2019-ben írták le. A vörös lista még nem tartja őket nyilván, de nagyon kis elterjedési területük miatt a kutatók javaslata szerint kettő (Mini mum, Mini scule) a súlyosan veszélyeztetett kategóriába esik.

## Előfordulásuk

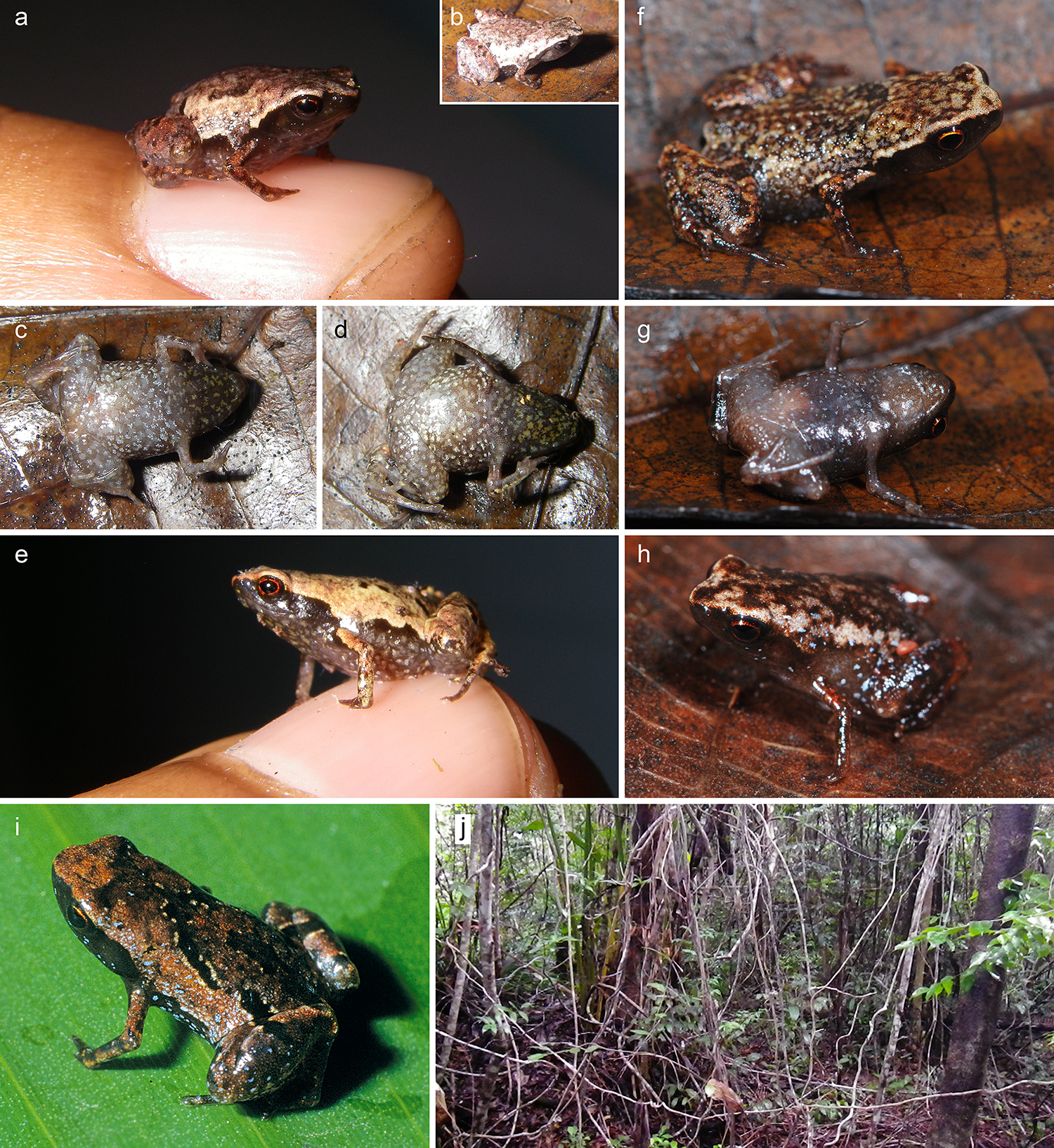
Mini mum

A nembe tartozó fajok Madagaszkár endemikus fajai.

## Megjelenésük
A Mini mum és a Mini scule 8–11,5 mm-es méretükkel a legkisebb ismert békafajok, és még a valamivel nagyobb  Mini ature is csupán 15 mm hosszúságú. Korábban tévesen a Stumpffia nembe sorolták őket. Az avarban  jól rejtőzködő, barna színű békák.

## Rendszerezés
A nembe az alábbi fajok tartoznak:
- Mini mum Scherz, Hutter, Rakotoarison, Riemann, Rödel, Ndriantsoa, Glos, Roberts, Crottini, Vences, and Glaw, 2019
- Mini scule Scherz et al., 2019
- Mini ature Scherz et al., 2019